# Schnaitsee
Schnaitsee – miejscowość i gmina w południowo-wschodnich Niemczech, w kraju związkowym Bawaria, w rejencji Górna Bawaria, w regionie Südostoberbayern, w powiecie Traunstein. Leży około 30 km na północny zachód od Traunsteinu.

## Demografia
Dane o ludności z 31 grudnia 2008:
| Opis                                | Ogółem | Ogółem | Kobiety | Kobiety | Mężczyźni | Mężczyźni |
| ----------------------------------- | ------ | ------ | ------- | ------- | --------- | --------- |
| Jednostka                           | osób   | %      | osób    | %       | osób      | %         |
| Populacja                           | 3557   | 100    | 1772    | 49,82   | 1785      | 50,18     |
| Wiek przedprodukcyjny (0–17 lat)    | 742    | 20,86  | 366     | 10,29   | 376       | 10,57     |
| Wiek produkcyjny (18–65 lat)        | 2187   | 61,48  | 1054    | 29,63   | 1133      | 31,85     |
| Wiek poprodukcyjny (powyżej 65 lat) | 628    | 17,66  | 352     | 9,9     | 276       | 7,76      |

## Polityka
Wójtem gminy jest Vitus Pichler z ÜWG, rada gminy składa się z 16 osób.
|      | CSU | ÜWG | Razem |
| 2008 | 8   | 8   | 16    |
| 2002 | 6   | 10  | 16    |